# Estrella2
Estrella2 fue un programa de televisión de comedia, conducido por Israel Jaitovich. Era transmitido por canal abierto de Televisa, Canal de las Estrellas los sábados alrededor de la medianoche, los miércoles por la noche por el canal de pago Unicable y los viernes a las 11:00 P. m. en el canal de pago de Televisa Networks Distrito Comedia.
Los invitados por lo general eran actores, cantantes e incluso deportistas profesionales.
Por lo general, los invitados participaban en sketches de improvisación, en donde se hacía crítica de situaciones sociales o parodias de telenovelas y programas mexicanos.

## Sketches y Secciones

### 1.ª y 2.ª temporada
- El Padre Ramón
- El Tunco Maclovich
- El Dr. Limón
- El Payaso Higadito
- Clarividente
- Porque usted lo pidió
- Varios sketches
- A ver a que hora
- Guerra de sexos

### 3.ª temporada
Inició el viernes 11 de octubre del 2013 en Distrito Comedia. Esta etapa tuvo frecuentemente entre 2, 3 o más de 3 invitados por programa
- El Padre Ramón
- El Tunco Maclovich
- El Payaso Higadito
- Don Jaitone
- Los Plomeros
- Pospucio
- Sketch con Invitados
- Dinámica con Invitados
- Infomercial de los Invitados

### 4.ª temporada
Inicia el viernes 9 de octubre del 2015 en Distrito Comedia.

## Música
- Algunas de las BGMs utilizadas aparecen en los comerciales del canal Distrito Comedia que transmite el programa actualmente